# Rivière Nashwaak
Pour les articles homonymes, voir Nashwaak (homonymie).
La Nashwaak est une rivière du Nouveau-Brunswick. La rivière prend sa source au lac Naswaak, au sud de Juniper et se jette en rive gauche du fleuve Saint-Jean à Fredericton. Les communautés le long de son cours sont, d'amont en aval, Stanley, Nashwaak Bridge, Taymouth, Durham Bridge, Nashwaak Village, Penniac et Fredericton.
Le nom de la rivière est d'origine malécite et signifie courant lent : le peuple des Malécites utilisait couramment la rivière pour se déplacer dans le nord-ouest de la province. Les Français de Villebon construisirent le Fort Nashwaak à son embouchure en 1692 et ce fut le premier établissement européen de la région. Une expédition anglaise en octobre 1696 n'a pas réussi à le détruire et fut repoussée. Une autre incursion britannique à l'hiver 1759 mit le feu à la chapelle et à quelques bâtiments à Sainte-Anne, en face du fort, avant de retraiter à Fort Frederick à l'embouchure du fleuve. À la suite de la révolution américaine, des soldats écossais démobilisés du 42e Régiment des Highlanders, connus sous le surnom de Black Watch, ont reçu des terres données aux loyalistes dans les environs. D'autres établissements furent fondés au cours du XIXe siècle. Un chemin de fer, maintenant un sentier, et la route 8 furent construites le long de ses rives. De nos jours, la rivière est prisée des amateurs de canot et de pêche au saumon.